# 去勢

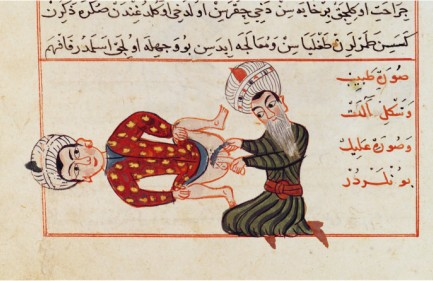
トルコの去勢（1466年）

去勢（きょせい、英語:castration）とは、人間の男女、または動物の雌雄の生殖に必要な部位を切除すること。特に人間の男性や動物の雄の精巣等の生殖に必要な部位の摘除を指し、動物の雌の場合は余計な繁殖を防ぐためなどの目的で不妊手術が行われる例が見られる。
これらを行う理由としては、人間においては疾患、刑罰、風習、芸術文化などのために行い、動物においては家畜の肉質改良や余計な繁殖を防ぐために行われる。
完全に外陰部を去勢することを「完全去勢」という。
過去には障害者の不妊手術を法的に強制した旧優生保護法などの法律もあった。また、性犯罪者に対して刑罰や再発防止のために化学的去勢を行う法律を施行している国も多数存在する。

## 概説
手術による去勢は「去勢術」と呼ばれ、男性（動物なら雄）においては睾丸の摘出（場合によっては陰茎の切断を伴う）、女性（動物なら雌）においては卵巣の摘出（場合によっては子宮と一緒に摘出）をいう。男性（動物なら雄）に限定していう時は「除精（術）」または「除睾（術）」ともいう。
幼去勢
第二性徴以前の個体の去勢
熟去勢
成熟した個体の去勢
半去勢
片方の睾丸のみの摘出
全去勢
陰茎・両睾丸・陰嚢を含めた男子外性器すべての切除。「全除精術」ともいう。
去勢された者は閹人（えんじん）と呼ばれる場合がある（「閹」は「閉」と同義で精液の出口が閉じてる意）

## 動物
現在でも家畜・ペット・競走馬などに施されることが多く、雌が不用意に子を産み増やすのを防止したり、特に雄の攻撃的な性質などを喪失させる目的で行われたりすることが多い。また、食肉用家畜の雄は去勢することによって肉質がよくなる。雄に対しての去勢は俗に玉抜きと呼ぶ場合もある。去勢すると生殖機能が失われるため、子孫を残すことは出来なくなる。競走馬においては去勢された馬は騸馬と呼ばれる。牡馬（雄の馬）に対して行われるのが一般的で、牝馬（雌の馬）を去勢することは滅多に無い。気性の悪さが原因で良い成績を出せない馬に行われることが多いが、去勢されることによって気性が良化し、良い成績を出す馬もいる。
- 騸馬 - 去勢された馬で競馬や軍馬で用いられる。
- ウシの去勢、去勢牛(Bullock、Ox)
- 豚では、肉に豚の雄臭が出て食べられなくなるため、去勢するか成熟する前に屠畜を行う。動物愛護の面で、麻酔や免疫学的去勢を行う国もある。去勢した豚は英語でBarrowという。
- ベルウェザー（英語版） - 鈴が首につけられた去勢された牡羊である。去勢された牡羊（ウェザー、wether）は羊飼いに従順になり、羊飼いの訓練を経て、羊の群れを率いるリーダーとしての役割を与えられる[7]。
- 去勢鶏(Capon)
- トラップ・ニューター・リターン（英語版） - 野良猫の生息数調整のための活動で、捕獲・絶育（避妊・去勢）・解放の英語。

歴史
古代シュメールの粘土板に牛の去勢の記録がある。そのほかに、旧約聖書のレビ記、アリストテレスの『動物誌』などにも去勢の記述が見られる。
甲骨文字に豚の去勢を示す字がある。また、兵馬俑にある馬の像が騸馬（去勢馬）であるという指摘もある。

### 寄生去勢
寄生去勢とは、寄生生物によって、生殖機能を破壊されることである。甲殻類に寄生するフクロムシ類、ヤドリムシ亜目、貝などの軟体生物にはBucephalus mytiliが寄生去勢を行う。

## ヒト
ヒトにおいては、古代や中世までは刑罰としても行われた。また、古代中国などでの宦官や、近代以前のヨーロッパでのカストラートなど、目的や必要条件に応じて、意図的に多くのヒトに対して行われたケースもあった。また、男に対する通過儀礼として睾丸の片方を切除する部族もあり、半去勢と呼ばれる。

### 精巣摘除術
精巣腫瘍の治療または進行前立腺癌の治療として実施される。

### 化学的去勢
化学的去勢は、アンドロゲン除去療法とも呼ばれ、抗アンドロゲン剤を利用した、性的欲求及び性機能を思春期前の水準まで低下させる治療をいう。
2015年現在で化学的去勢を実施している国と地域は米国の8つの州およびカナダ、ドイツ、オランダ、ポーランド、スイス、デンマーク、スウェーデン、フィンランド、ノルウェー、モルドバ、韓国である。
化学的去勢に用いられる薬物は、欧州では主として酢酸シプロテロン（CPA）、アメリカでは主としてメドロキシプロゲステロン酢酸エステル（MPA）であるが、近年では、リュープロレリン、ゴセレリン、トリプトレリンのような、CPAやMPAと比べて高価であるが効力が高いとされるGnRHアゴニストの使用が増加している。
化学的去勢は、性犯罪者に対する刑事罰（身体刑、残虐な刑罰）ではなく、異常な性的衝動を持つ性的倒錯者に対する治療として扱われることがある。

## 治療
ヒポクラテスの説として「去勢した人は、痛風にもならないし禿げない」とされたことから、痛風の治療として17世紀まで去勢が治療として行われた。
前立腺癌のがん細胞は、男性ホルモンのテストステロンによって増殖するため、去勢術を行うことが治療とされる。

## 文化
- ウーラノス - ギリシア神話でクロノスに去勢された神。
- キュベレー／スコプツィ
- 宦官／宮刑／自宮／羅切
- カストラート
- ユダヤ教 - 去勢した人間は改宗できない。動物の去勢も行われない。
  - 申命記 - 第23章「すべて去勢した男子は主の会衆に加わってはならない。」[18]